# Xã Ohio, Quận Hand, South Dakota
Xã Ohio (tiếng Anh: Ohio Township) là một xã thuộc quận Hand, tiểu bang Nam Dakota, Hoa Kỳ. Năm 2010, dân số của xã này là 106 người.